# Hnaberd (Aragatsotn)
Pour l’article homonyme, voir Hnaberd (Ararat).
Hnaberd (en arménien Հնաբերդ) est une communauté rurale du marz d'Aragatsotn, en Arménie. Elle compte 2 289 habitants en 2009.